# Anomaloglossus wothuja
Anomaloglossus wothuja es una especie de anfibio anuro de la familia Aromobatidae.

## Distribución geográfica
Esta especie es endémica de la base del Cerro Sipapo en el estado de Amazonas, Venezuela. Habita entre los 150 y 200 m de altitud.

## Publicación original
- Barrio-Amorós, Fuentes & Rivas, 2004 : Two new species of Colostethus (Anura: Dendrobatidae) from the Venezuelan Guayana. Salamandra, vol. 40, n.º 3/4, p. 183-200[5]